# جوني فنسنت
جوني فنسنت (بالإنجليزية: Johnny Vincent)‏ (8 فبراير 1947 بويست بروميتش في المملكة المتحدة - 23 ديسمبر 2006 في المملكة المتحدة) هو لاعب كرة قدم بريطاني في مركز الوسط. لعب مع برمنغهام سيتي وكارديف سيتي ونادي ميدلزبره ونادي أثرستون تاون وConnecticut Bicentennials ‏.

## وصلات خارجية
- جوني فنسنت على موقع قاعدة بيانات كرة القدم.إي يو (الإنجليزية)